# Giel Deferm
Giel Deferm (Sint-Truiden, 30 juni 1988) is een Belgisch voetballer, die in januari 2013 door Sint-Truiden voor zes maanden werd verhuurd aan Beerschot AC.
Hij debuteerde tijdens het seizoen 2006/2007 in de hoofdmacht van Sint-Truiden. Vanaf het seizoen 2008/2009 is hij basisspeler. Kenmerkend zijn zijn goede linkervoet en goed positiespel.

## Statistieken
| seizoen | club                  | land   | competitie             | wed. | goals |
| ------- | --------------------- | ------ | ---------------------- | ---- | ----- |
| 2006/07 | Sint-Truidense VV     | België | Eerste klasse          | 3    | 0     |
| 2007/08 | Sint-Truidense VV     | België | Eerste klasse          | 6    | 0     |
| 2008/09 | Sint-Truidense VV     | België | Tweede klasse          | 31   | 0     |
| 2009/10 | Sint-Truidense VV     | België | Eerste klasse          | 16   | 0     |
| 2010/11 | Sint-Truidense VV     | België | Eerste klasse          | 28   | 2     |
| 2011/12 | Sint-Truidense VV     | België | Eerste klasse          | 18   | 0     |
| 2012/13 | Sint-Truidense VV     | België | Tweede klasse          | 23   | 0     |
| 2012/13 | → Beerschot AC (huur) | België | Eerste klasse          | 10   | 0     |
| 2013/14 | Sint-Truidense VV     | België | Tweede klasse          | 31   | 1     |
| 2014/15 | Lommel United         | België | Tweede klasse          | 37   | 0     |
| 2015/16 | Lommel United         | België | Tweede klasse          | 27   | 1     |
| 2016/17 | Lommel United         | België | Eerste klasse B        | 24   | 2     |
| 2017/18 | Lommel United         | België | Eerste klasse amateurs | 28   | 0     |
| 2018/19 | KVV Thes Sport        | België | Eerste klasse amateurs | 33   | 4     |
| 2019/20 | KVV Thes Sport        | België | Eerste klasse amateurs | 23   | 3     |
| Totaal  | Totaal                | Totaal | Totaal                 | 338  | 13    |